# 新疆斑皿蛛
新疆斑皿蛛（学名：Lepthyphantes xinjiangensis）为皿蛛科斑皿蛛属的动物。在中国大陆，分布于新疆等地，常栖息于草丛。该物种的模式产地在新疆。